# Batalla de Bet Zur
La Batalla de Bet Zur fue un enfrentamiento armado librado el año 164 a. C. en la región de Hebrón, en Judea. Los bandos contendientes fueron un ejército seléucida, dirigido por Lisias, y un ejército judío encabezado por Judas Macabeo, y tuvo lugar en el marco de la Revuelta de los Macabeos. El combate finalizó con la victoria judía.

## Antecedentes
Dos años después de la derrota de Emaús, el ejército del gobernador seléucida de Siria, Lisias, marchó hacia Hebrón por la llanura del litoral para evitar de este modo las zonas montañosas del interior de Judea, donde el terreno hacía difícil las maniobras de su infantería pesada. Judas Macabeo, líder de la insurrección judía contra los griegos, lo siguió con sus tropas a través de una vía paralela desde el sur.
Judas buscaba un terreno favorable para que su ejército pudiera atacar a los seléucidas en orden de marcha y anulara así la superioridad numérica enemiga. Escogió la zona barrancosa de Bet Zur. Judas dividió sus huestes en cuatro grupos, uno de 3.000 hombres, dos de más de 1.000 hombres y el último de 5.000 hombres, que emplazó como reserva. Los seléucidas mientras tanto avanzaban desde el norte a través de un estrecho desfiladero.

## La batalla
En el momento en que la desprevenida vanguardia seléucida entró en el desfiladero, la unidad de 3.000 hombres de Judas salió de su escondite y emboscó el flanco izquierdo de la columna. El ataque sembró el caos en la vanguardia de la columna seléucida. La unidad judía continuó su ataque sobre los seléucidas rechazando al segundo nivel de la columna. El segundo y tercer grupo judíos atacaron el flanco derecho de los griegos. El pánico cundió entre las tropas de Lisias, encerradas en el angosto desfiladero, y comenzaron a huir. Los fugitivos regresaron a su campamento siendo todavía 8.000 soldados. El campamento fue entonces sitiado por la reserva judía de 5.000 hombres, pero las tropas sirias se dispersaron antes de que se lanzara el ataque.

## Consecuencias
Lisias se retiró con las tropas que aún le seguían a Antioquía. Judas no persiguió al ejército derrotado, ya que no quería internarse en territorio hostil y prefirió en su lugar reconquistar Jerusalén. Las pérdidas judías fueron insignificantes, pero Lisias perdió alrededor de 5.000 hombres.